# Kastöträsket
Kastöträsket är en sjö på Kastön i Värmdö kommun i Södermanland och ingår i Tyresån-Trosaåns kustområde. Kastöträsket ligger i Bullerö-Bytta Natura 2000-område.